# Ромадзи
Ромадзи (яп. ローマ字 ро:мадзио файле, букв.: «римские буквы») — совокупность систем транслитерации японской письменности, созданных для записи слов японского языка латиницей.
Ромадзи применяется в различных целях. В крупных японских городах с её помощью дублируются указатели на улицах и в метро; она используется в словарях, учебниках, разговорниках; иногда применяется и в японских текстах в качестве средства выделения; японские компании, работающие на международных рынках, записывают ромадзи свои названия и имена сотрудников при зарубежных контактах.
Существует несколько систем латинизации. Основными считаются система Хэпбёрна, кунрэй-сики (ISO 3602) и нихон-сики (ISO 3602 Strict). Наиболее широко во всём мире (в том числе в Японии) используется система Хэпбёрна, хотя она изначально предназначена лишь для носителей английского языка.
Иногда можно встретить ошибочное утверждение, что словом ローマ字 ро: мадзи в японском языке обозначается латинский алфавит. На самом деле, в современном японском он обозначается словом ラテン文字 ратэнмодзи.

## Развитие ромадзи
Самая первая система латинизации японского основывалась на португальском языке и его алфавите. Она была разработана примерно в 1548 году японским католиком по имени Ядзиро. Система использовалась в католических книгах, издававшихся иезуитским орденом для миссионеров, чтобы упростить последним задачу проповедования в Японии. Эта португальская система похожа на нынешнюю нихон-сики, за тем исключением, что в ней по-другому передавались согласные звуки: например, звук [к] записывался как «c», а [х] — как «f». Так, словосочетание Нихон но котоба, которое по нынешним правилам пишется ромадзи «Nihon no kotoba», тогда писалось как «Nifon no cotoba».
После изгнания христиан из Японии в начале XVII века, ромадзи вышла из употребления, и использовалась лишь время от времени до реставрации Мэйдзи во второй половине XIX века, когда Япония снова открылась для международных контактов. Все нынешние системы были разработаны во второй половине XIX века.
Сразу после реставрации некоторые японские учёные предлагали полностью отказаться от кандзи и использовать вместо них ромадзи или кану, в этот период некоторые книги даже начали публиковаться полностью в ромадзи. Однако идея потерпела неудачу из-за большого количества омофонов в японском языке — слов, произносимых одинаково, но записываемых разными иероглифами и имеющих разные значения. Позже, в начале XX века, некоторые учёные разработали слоговые азбуки, знаки которых происходили из латинского алфавита. Эта идея была ещё менее популярной.

## Современные системы
- Система Хэпбёрна основывается на фонологии английского языка и поэтому даёт для англофонов наилучшее представление о том, как слово произносится по-японски. Она была объявлена Американским Государственным стандартом латинизации японского языка (так называемая пересмотренная система Хэпбёрна), однако статус стандарта был отозван 6 октября 1994 года. Сегодня эта система является наиболее часто употребляемой латинизацией. Японские школьники при изучении латинского алфавита одновременно изучают систему Хэпбёрна.

- Нихон-сики — наиболее старая и наименее используемая среди систем. Она строится на японской фонологии и строго следует слоговому порядку японской азбуки, и поэтому является одной из немногих систем, при помощи которых можно восстановить исходное японское написание по транслитерированному. Кроме того, она является стандартом ISO 3602 Strict.

- Кунрэй-сики представляет собой несколько изменённый вариант нихон-сики. В ней отражена разница между написанием знаков каны и их современным прочтением. Например, в слове かなづかい канадзукай звук づ дзу является озвончённым звуком つ цу (что обозначается значком ゛, который называется «нигори»). Однако в японской азбуке есть другой знак, который читается так же — ず дзу. В системе Хэпбёрна и кунрэй-сики это различие игнорируется, и слово записывается в соответствии с произношением («kanazukai»), в то время как в нихон-сики соблюдается орфография и слово пишется как «kanadukai». Кунрэй-сики является стандартом, признанным японским правительством и ISO (ISO 3602). Кунрэй преподаётся в четвёртом классе школы.

## Нестандартная латинизация
Кроме вышеупомянутых стандартизированных систем, часто можно встретить и другие способы латинизации. Они используются многими людьми по разным причинам — либо из-за недостаточного понимания стандартных систем, либо из-за трудностей с введением диакритических знаков, используемых ими. Иногда символов с нужной диакритикой просто нет в используемой кодировке (эта проблема постепенно отпадает с распространением Юникода).
Из нестандартных способов латинизации отдельно можно выделить два следующих:
- JSL[англ.] — система транслитерирования, предназначенная для преподавания японского языка и жёстко привязанная к его фонетике. Каждый её символ обозначает строго одну фонему японского. В отличие от других нестандартных латинизаций, JSL является именно чётко структурированной системой, её разработала Элеанора Джорден для своей книги «Japanese: The Spoken Language» (1987), по названию которой система и получила наименование.

- Вапуро-ромадзи[англ.] — способ записи японского латиницей, используемый различными IME (редакторами способов ввода) и текстовыми редакторами для ввода японских слов при помощи стандартной QWERTY-клавиатуры. В отличие от остальных систем, для записи японского слова в вапуро достаточно букв латинского алфавита из кодировки ASCII (то есть в нём не используются диакритические знаки). Вапуро не является чёткой системой, так как в нём допускаются разные способы транслитерирования одних и тех же знаков. Слово вапуро — аббревиатура от ва:до пуросэсса: — «word processor», то есть «текстовый процессор».

Также часто можно встретить замену диакритического знака макрона (который используется в системе Хэпбёрна и нихон-сики для обозначения долготы гласного — например, Tōkyō), на циркумфлекс (Tôkyô), так как его проще вводить во многих текстовых редакторах и раскладках.
Также можно встретить следующие способы латинизации:
- oh для обозначения おお (чаще) или おう (ō в системе Хэпбёрна). Иногда такую латинизацию называют «паспортный Хэпбёрн», так как Министерство иностранных дел Японии разрешило (но не сделало обязательным) использование такой записи в паспортах;
- ou для обозначения おう. Это пример вапуро-ромадзи, и особенно часто такая запись используется любителями аниме (отаку);
- ô для обозначения おお или おう. Это обозначение используется в кунрэй-сики, но иногда встречается и в Хэпберновских транслитерациях либо по ошибке, либо умышленно (так как в кодировке ISO 8859-1 нет символа ō, но есть ô).
- jya для обозначения じゃ (ja в системе Хэпбёрна) и т. п.
- dzu для обозначения づ (zu в системе Хэпбёрна). Такая запись позволяет различать слоги づ и ず, которые в системе Хэпбёрна пишутся одинаково.
- cchi для обозначения っち (tchi в системе Хэпбёрна) и т. п. Такая запись является результатом обобщения правила об удвоении согласного, следующего за знаком «っ». Часто используется «для красоты» при придумывании псевдонимов (например, имя あきこ Akiko превращается в あっちゃん — Acchan вместо Atchan, см. Именные суффиксы в японском языке).
- la для обозначения ら (ra в системе Хэпбёрна) и т. п. Так как японский согласный звук /ɺ/ («р») является одноударным, а английский /ɹ/ — аппроксимантом, в отличие от одноударного /l/, возможно ассоциировать японский звук именно с /l/.
- a для обозначения ああ (ā в системе Хэпбёрна) и т. п. — то есть необозначение длины гласного.
- na для обозначения んあ (n’a в системе Хэпбёрна) и т. п.

Несмотря на то, что иногда использование таких способов записи имеет смысл (в специфических ситуациях), оно обычно приводит лишь к путанице.
В именах собственных возможны ещё бо́льшие отклонения от стандартных систем. Например, мангака Ясухиро Найто предпочитает писать свою фамилию по-английски как «Nightow», хотя по системе Хэпбёрна правильно писать Naitō.
Наконец, некоторые японские слова и названия, например, «jiu jitsu» или «Tokio», пишутся именно так согласно традиции, несмотря на то, что их написание не соответствует ни одной из используемых систем.

## Разница между системами
В следующей таблице отражена разница в записи некоторых слоговых знаков японского языка в разных системах. Также для справки приведена запись этих слогов в кириллической транслитерации по системе Поливанова.
| Хирагана   | Пересмотренный Хэпбёрн | Кунрэй-сики | Нихон-сики | Поливанов |
| ---------- | ---------------------- | ----------- | ---------- | --------- |
| うう       | ū                      | û           | ū          | у:        |
| おう, おお | ō                      | ô           | ō          | о:        |
| し         | shi                    | si          | si         | си        |
| しゃ       | sha                    | sya         | sya        | ся        |
| しゅ       | shu                    | syu         | syu        | сю        |
| しょ       | sho                    | syo         | syo        | сё        |
| じ         | ji                     | zi          | zi         | дзи       |
| じゃ       | ja                     | zya         | zya        | дзя       |
| じゅ       | ju                     | zyu         | zyu        | дзю       |
| じょ       | jo                     | zyo         | zyo        | дзё       |
| ち         | chi                    | ti          | ti         | ти        |
| つ         | tsu                    | tu          | tu         | цу        |
| ちゃ       | cha                    | tya         | tya        | тя        |
| ちゅ       | chu                    | tyu         | tyu        | тю        |
| ちょ       | cho                    | tyo         | tyo        | тё        |
| ぢ         | ji                     | zi          | di         | дзи       |
| づ         | zu                     | zu          | du         | дзу       |
| ぢゃ       | ja                     | zya         | dya        | дзя       |
| ぢゅ       | ju                     | zyu         | dyu        | дзю       |
| ぢょ       | jo                     | zyo         | dyo        | дзё       |
| ふ         | fu                     | hu          | hu         | фу        |

Кроме того, системы различаются в записи грамматических частиц японского языка: так, слоги は ха, へ хэ и を о, когда используются в качестве частиц или показателей, в системе Хэпбёрна и кунрэй-сики пишутся как wa, e и o в соответствии с реальным произношением, тогда как в нихон-сики эти слоги пишутся как ha, he и wo — в соответствии с таблицей годзюон.

## Примеры слов в разных системах
В следующей таблице для справки приведена также запись слов в системе Поливанова.
| Слово                 | Кандзи   | Кана     | Ромадзи         | Ромадзи     | Ромадзи    | Поливанов |
| Слово                 | Кандзи   | Кана     | Пересм. Хэпбёрн | Кунрэй-сики | Нихон-сики | Поливанов |
| --------------------- | -------- | -------- | --------------- | ----------- | ---------- | --------- |
| латинские буквы       | ローマ字 | ローマじ | rōmaji          | rômazi      | rōmazi     | ро: мадзи |
| Гора Фудзи            | 富士山   | ふじさん | Fujisan         | Huzisan     | Huzisan    | Фудзисан  |
| чай                   | お茶     | おちゃ   | ocha            | otya        | otya       | отя       |
| губернатор префектуры | 知事     | ちじ     | chiji           | tizi        | tizi       | тидзи     |
| сжимать, уменьшать    | 縮む     | ちぢむ   | chijimu         | tizimu      | tidimu     | тидзиму   |

## Английский алфавит по-японски
В нижеследующем списке указано, как названия букв английского алфавита произносятся по-японски. Это полезно знать для чтения аббревиатур, например, NHK (ниппон хо: со: кё: кай, «Японская вещательная корпорация») произносится как энуэйтикэ:.
- A — «エー» э:
- B — «ビー» би:
- C — «シー» си:
- D — «ディー» ди:
- E — «イー» и:
- F — «エフ» эфу
- G — «ジー» дзи:
- H — «エイチ» эйти
- I — «アイ» ай
- J — «ジェー» дзэ:
- K — «ケー» кэ:
- L — «エル» эру
- M — «エム» эму
- N — «エヌ» эну
- O — «オー» о:
- P — «ピー» пи:
- Q — «キュー» кю:
- R — «アール» а: ру
- S — «エス» эсу
- T — «ティー» ти: (или «チー» ти:)
- U — «ユー» ю:
- V — «ヴイ» ви: (или «ブイ» буй)
- W — «ダブリュー» дабурю:
- X — «エックス» эккусу
- Y — «ワイ» вай
- Z — «ゼット» дзэтто